# 18 august
ianuarie • februarie • martie  • aprilie  • mai  • iunie  • iulie  • august  • septembrie  • octombrie  • noiembrie  • decembrie
18 august este a 230-a zi a calendarului gregorian și a 231-a zi în anii bisecți. Mai sunt 135 de zile până la sfârșitul anului.

## Evenimente

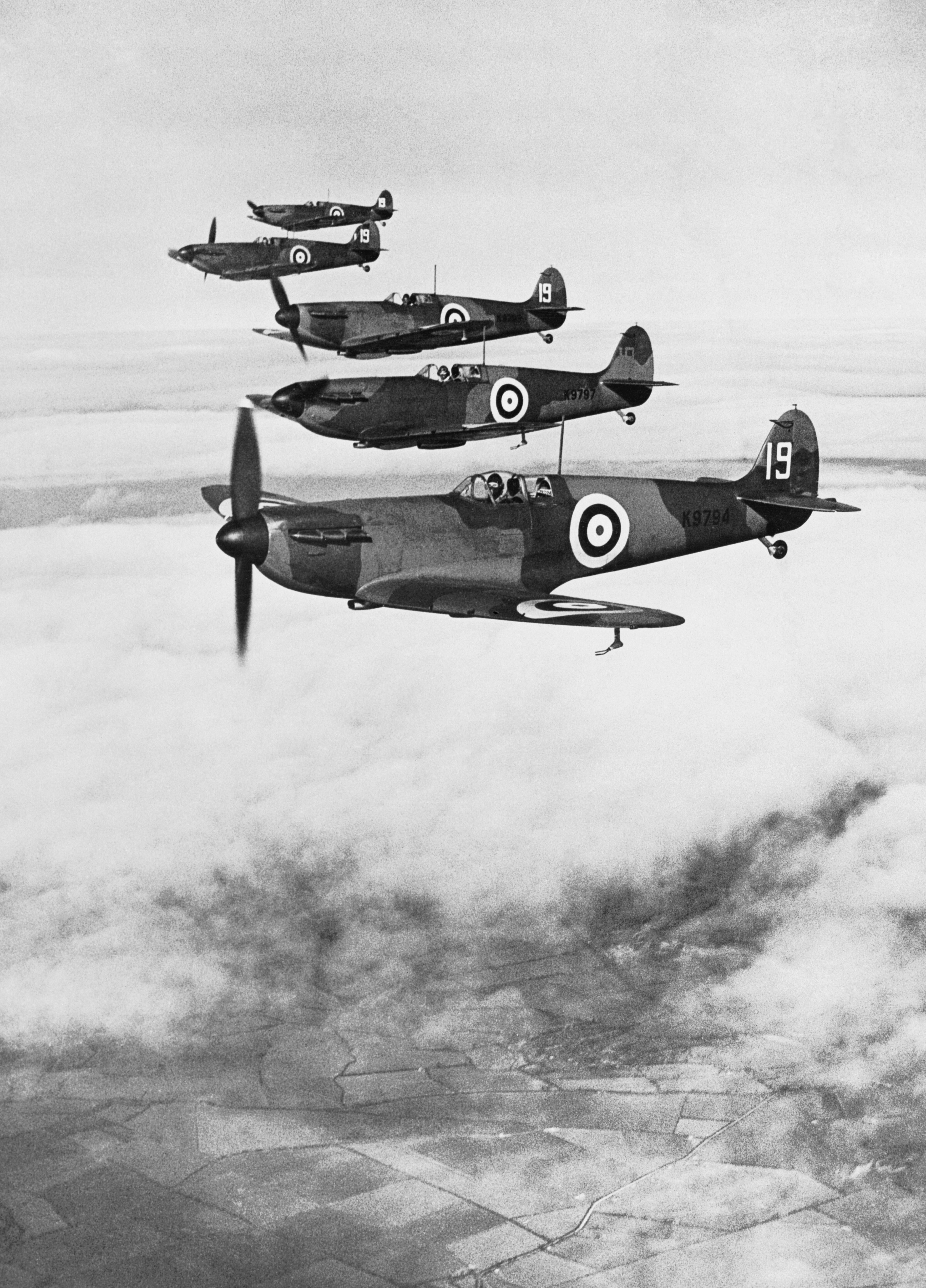
1940: Cea mai grea zi (engleză The Hardest Day) din Bătălia Angliei; ambele părți au cele mai mari pierderi.

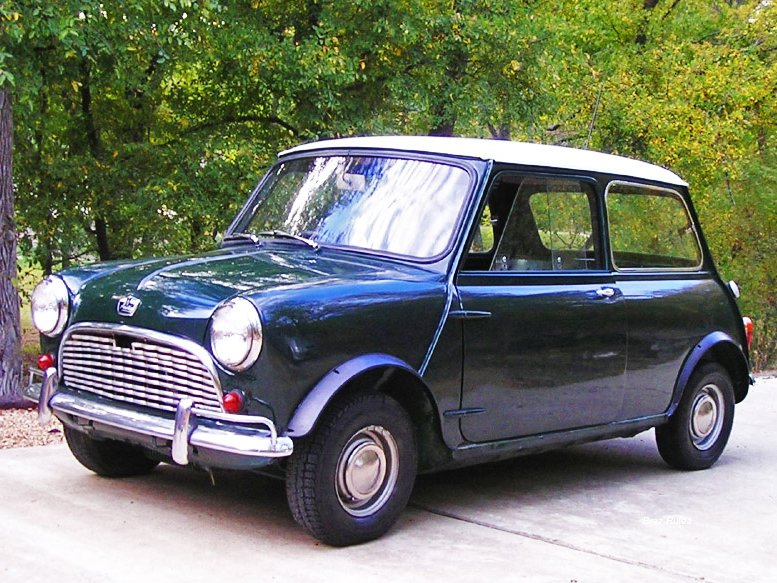
1959: Este lansată Mini, mașina compactă de oraș cu două uși care a fost produsă de British Motor Corporation din 1959 până în 2000.

- 0707: Prințesa Abe accede la tronul imperial japonez ca împărăteasă Genmei.[1]
- 1201: Este fondat orașul Riga.
- 1492: Prima gramatică a limbii spaniole (Gramática de la lengua castellana) este prezentată reginei Isabella I.[2]
- 1572: La Paris are loc căsătoria dintre viitorul rege Henric al IV al Franței și Margareta de Valois, fiica lui Henric al II-lea; se așteaptă o reconciliere dintre protestanți și catolici.[3]
- 1812: Bătălia de la Smolensk. Cu mari pierderi, francezii au învins armata rusă a lui Kutuzov.
- 1844: Constituirea „Roatei de Pompieri” printr-un ofis semnat de principele Gheorghe Bibescu, la propunerea Departamentului Treburilor din Lăuntru. Serviciul nou-înființat avea o structură militară și era împărțit în șase grupe, cu un efectiv de 7 ofițeri, 23 subofițeri și 256 soldați. Ca dotare tehnică, noua unitate militară din Garnizoana Bucureștilor dispunea de 14 pompe de incendiu, un car de instrumente, 30 sacale, 48 cai, 40 căngi și 50 lopeți de lemn.
- 1868: Astronomul francez Pierre Jules César Janssen descoperă heliul analizând cromosfera Soarelui în timpul unei eclipse solare totale în Guntur, India.
- 1877: Astronomul american Asaph Hall descoperă Phobos, una dintre lunile lui Marte.[4][5][6]
- 1916: Bulgaria a atacat Dobrogea românească. Declarația de război a fost făcută abia a doua zi.
- 1917: Un mare incendiu în Salonic, Grecia, distruge 32% din oraș, lăsând 70.000 de persoane fără adăpost.
- 1920: A fost ratificat al 19-lea amendament al Constituției SUA care garantează dreptul la vot al femeilor.
- 1932: Fizicianul elvețian Auguste Piccard și fizicianul belgian Max Cosyns urcă până la recordul mondial de înălțime de 16.940 de metri într-un balon stratosferic.[7]
- 1933: Volksempfänger este prezentat pentru prima dată publicului german în cadrul unei expoziții radio; Joseph Goebbels, ministrul nazist al propagandei, rostește un discurs de însoțire în care anunță radioul drept „a opta mare putere”.[8]
- 1934: Al Capone este transferat la închisoarea federală din Alcatraz, pentru a preveni contactul cu lumea exterioară.
- 1939: În Germania, moașele și medicii obstetricieni sunt încurajați să raporteze nou-născuții cu handicap. Începe Programul de eutanasiere nazist.
- 1940: Cea mai grea zi (germană härtesten Tag; engleză The Hardest Day) din Bătălia Angliei; ambele părți au cele mai mari pierderi.
- 1941: Ca urmare a protestelor din Germania, Adolf Hitler ordonă încetarea uciderii sistematice a bolnavilor mintal și a handicapaților.
- 1949: România: S-a adoptat Hotărârea Consiliului de Miniștri nr. 903 privind declararea zilei de 23 august ca sărbătoare națională. Hotărârea va fi abrogată în 1990, când se va proclama ziua de 1 decembrie drept sărbătoare națională.
- 1958: Romanul controversat Lolita al lui Vladimir Nabokov este publicat în Statele Unite.
- 1959: Este lansată Mini, mașina compactă de oraș cu două uși care a fost produsă de British Motor Corporation din 1959 până în 2000.
- 1969: S-a încheiat festivalul de la Woodstock, un festival de muzică de patru zile la care au participat artiști de referință în muzica rock a anilor 1960.
- 1976: Sonda robotică Luna 24 a Uniunii Sovietice aterizează cu succes pe Lună.[9]
- 1988: Într-un discurs de campanie, candidatul american la președinție, George H. W. Bush, face celebra promisiune, "Read my lips: no new taxes".
- 2008: Tenismenul spaniol Rafael Nadal a devenit Numărul 1 ATP după ce a câștigat turneul de tenis de la Jocurile Olimpice Beijing 2008. În finala turneului olimpic Nadal l-a învins pe chilianul Fernando Gonzalez cu scorul de 6-2, 7-6(4), 6-1
- 2008: Președintele Pakistanului, Pervez Musharraf, demisionează din cauza amenințării de punere sub acuzare.
- 2015: Reprezentanții Apelor Române afirmă că Dunărea are cel mai mic debit din ultimii 32 de ani. Debitul Dunării este de doar 2.300 m3/s la intrarea în țară, față de 4.300 m3/s, cât este media lunii august.[10]

## Nașteri
- 1606: Maria Anna a Spaniei, prima soție a lui Ferdinand al III-lea, Împărat Roman (d. 1646)
- 1611: Marie Louise Gonzaga, regină consort a Poloniei (d. 1650)
- 1685: Brook Taylor, matematician englez (d. 1731)
- 1692: Louis Henri, Duce de Bourbon, om de stat francez (d. 1740)
- 1698: Samuel Klingenstierna, matematician și inventator suedez (d. 1765)
- 1750: Antonio Salieri, compozitor italian (d. 1825)
- 1774: Meriwether Lewis, explorator american (d. 1809)

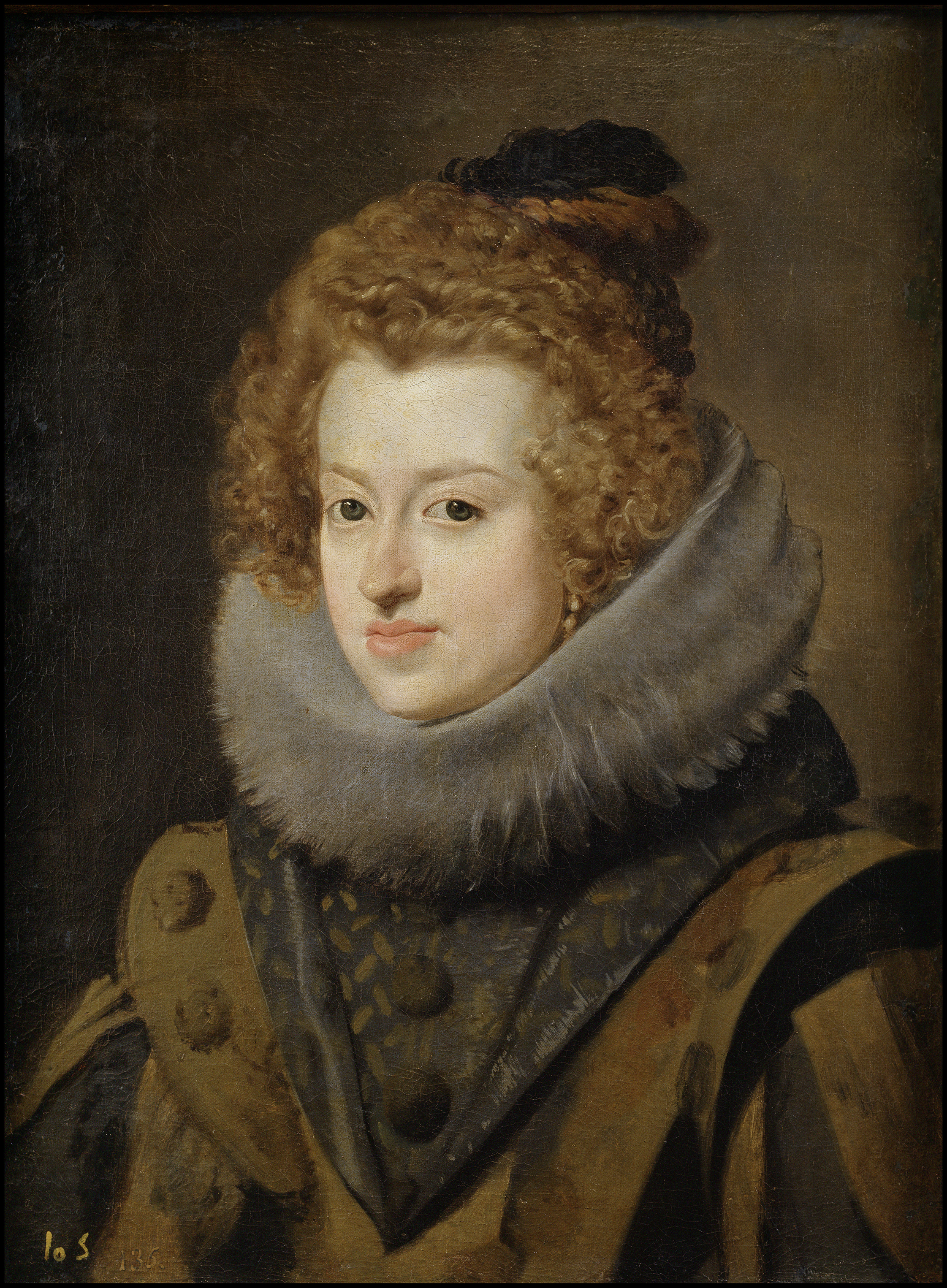
Maria Anna a Spaniei, împărăteasă a Sfântului Imperiu Roman
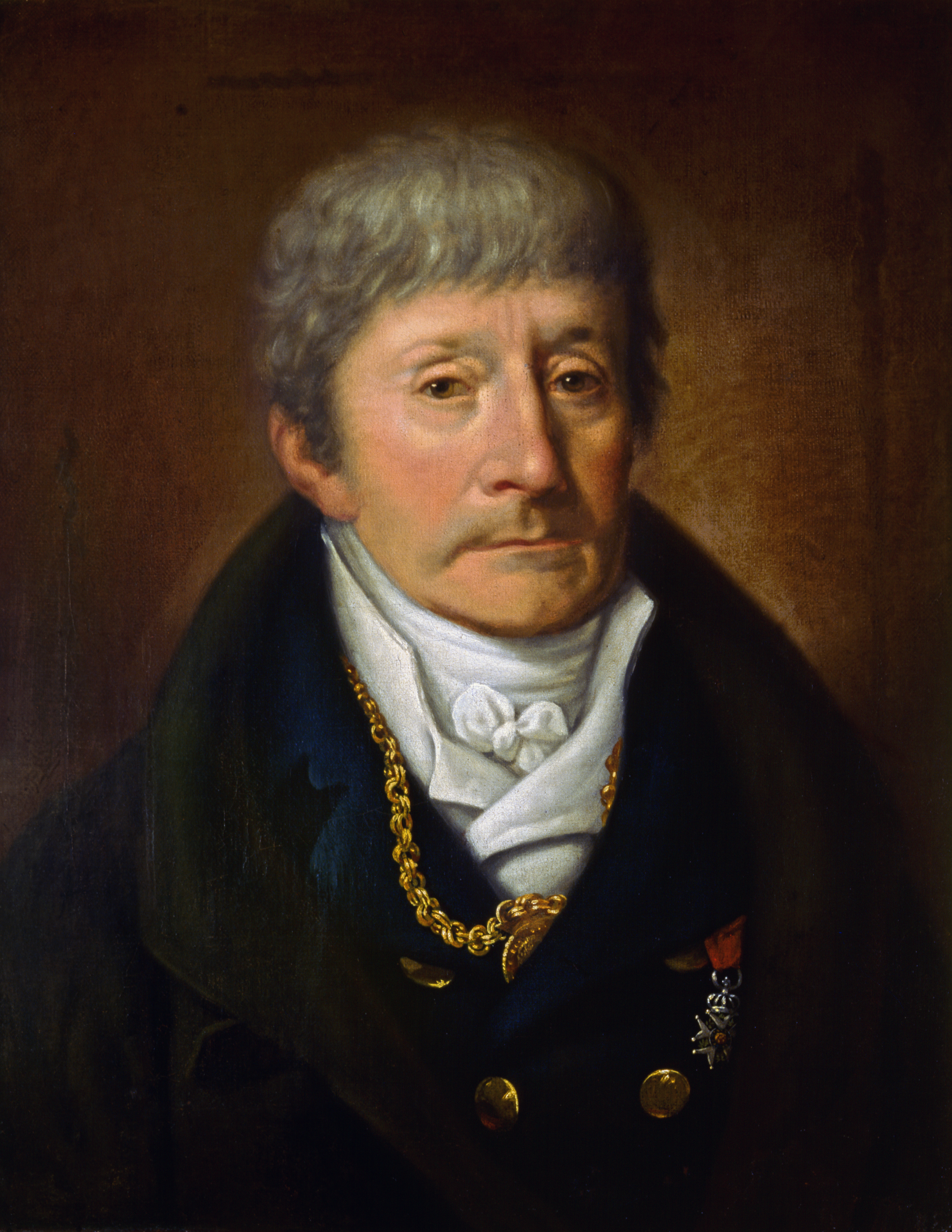
Antonio Salieri, compozitor italian
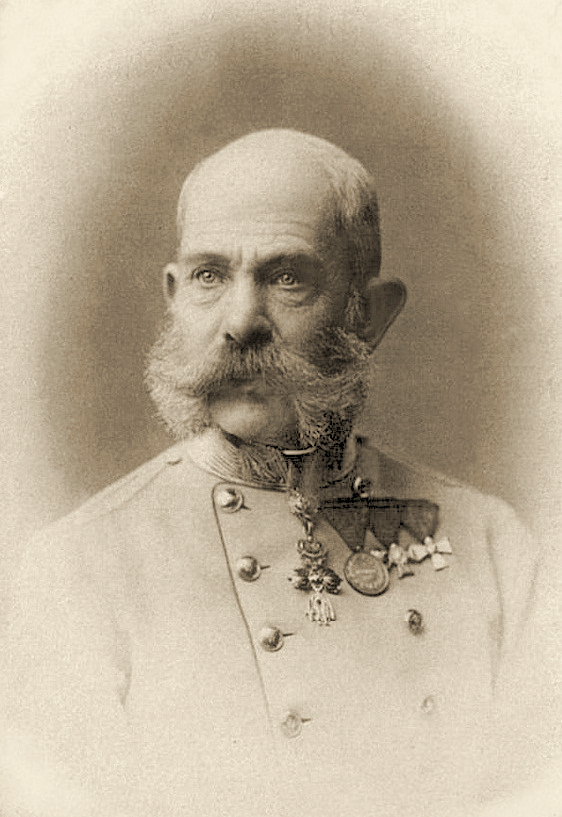
Franz Joseph I, împărat al Austriei

- 1792: John Russell, politician britanic, prim-ministru al Regatului Unit (d. 1878)
- 1810: Pierre-Nicolas Brisset, pictor francez (d. 1890)
- 1819: Marea Ducesă Maria Nicolaevna a Rusiei, ducesă de Leuchtenberg (d. 1876)
- 1830: Franz Joseph I, împărat al Austriei și rege al Ungariei (d. 1916)
- 1832: Eugène Rouché, matematician francez (d. 1910)
- 1857: Eusebie Mandicevschi, compozitor, dirijor de cor și muzicolog român (d. 1929)
- 1860: Dimitrie Popovici-Bayreuth, bariton român (d. 1927)
- 1883: Mihai Ciucă, medic bacteriolog și parazitolog (d. 1969)
- 1896: Alan Mowbray, actor britanic (d. 1969)
- 1909: Marcel Carne, regizor francez, reprezentant al realismului poetic (d. 1996)
- 1916: Neagu Djuvara, Istoric român (d.2018)
- 1920: Shelley Winters, actriță americană (d. 2006)
- 1922: Alain Robbe-Grillet, scriitor francez și producător de film (d. 2008)
- 1927: Rosalynn Carter, scriitoare și activistă americană (d. 2023)
- 1929: Joan Taylor, actriță americană (d. 2012)
- 1930: Frank McCourt, scriitor american, laureat al premiului Pulitzer (d. 2009)
- 1932: Luc Montagnier,  medic francez, laureat al Premiului Nobel pentru Fiziologie sau Medicină (2008) (d. 2022)
- 1933: Roman Polanski, regizor francez de origine poloneză
- 1933: Just Fontaine, fotbalist francez (d. 2023)
- 1935: Ion Gheorghe, poet român (d. 2021)
- 1936: Robert Redford, actor și regizor american
- 1937: Sorin Alexandrescu, critic, istoric și teoretician literar român
- 1941: Ilie Motrescu,  poet, prozator, publicist român (d. 1969)

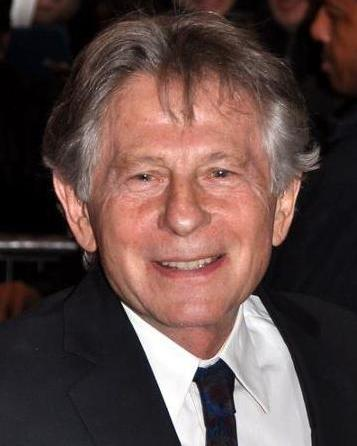
Roman Polanski, regizor polonezo-francez
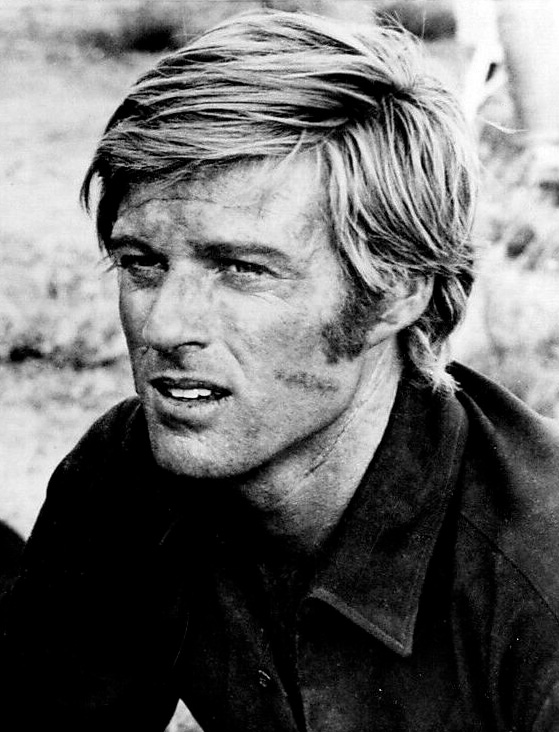
Robert Redford, actor și regizor american
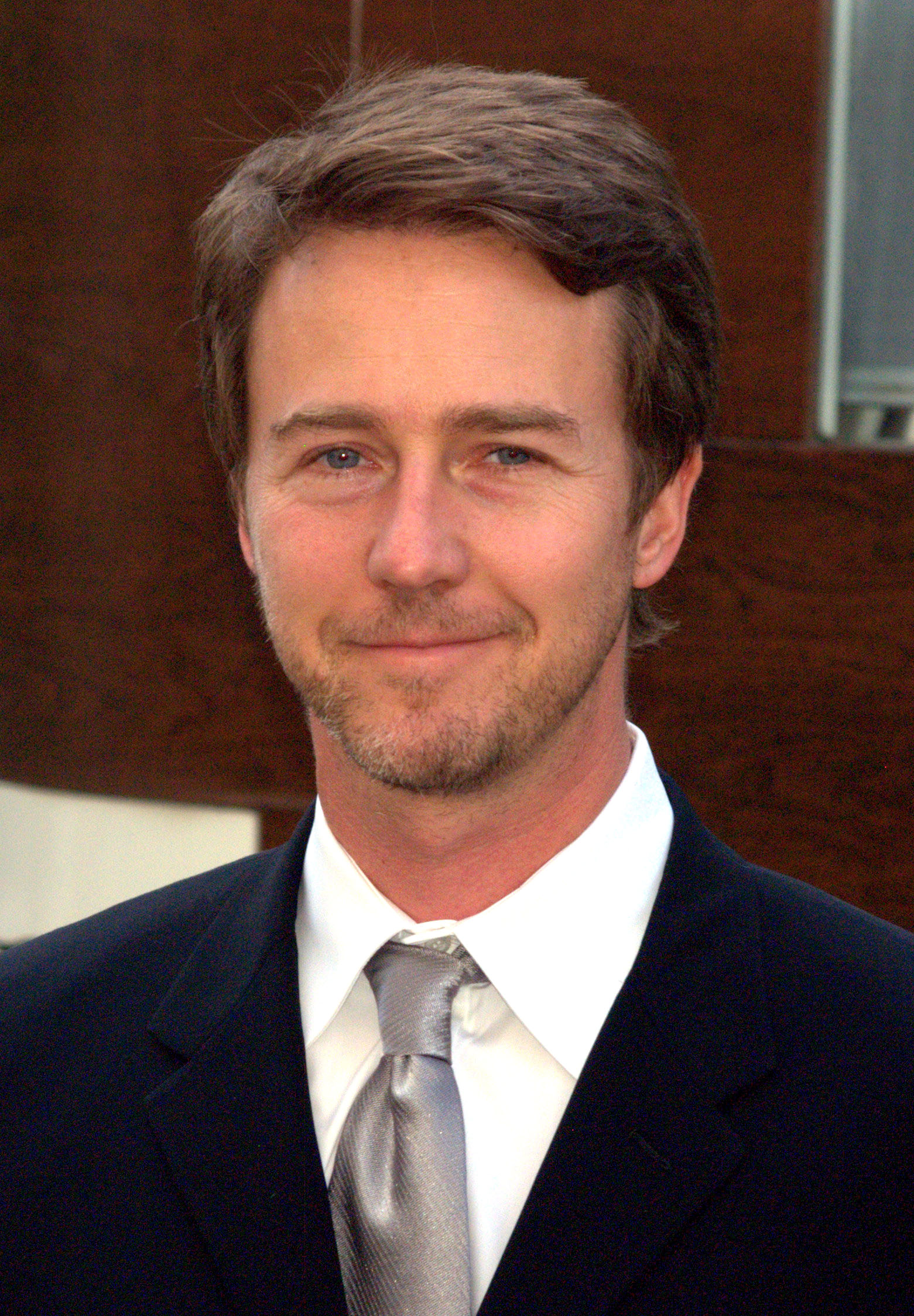
Edward Norton, actor american

- 1943: Gianni Rivera, fotbalist italian
- 1952: Patrick Swayze, actor american (d. 2009)
- 1955: Edgard Leblanc Fils, om de stat haitian, președinte al Consiliului prezidențial de tranziție (30 aprilie - 7 octombrie 2024)
- 1958: Madeleine Stowe, actriță americană
- 1960: Adrian Niculescu, istoric român
- 1962: Felipe Calderón, politician mexican, președintele Mexicului în perioada 2006-2012
- 1966: Ovidiu Ganț, politician român
- 1966: Ovidiu Ioncu, cântăreț român de muzică rock, liderul formației Kempes
- 1967: Eugenia Țarălungă, poetă și eseistă română
- 1969: Edward Norton, actor american
- 1972: Lucio Nicoletto, episcop romano-catolic italian
- 1978: Ștefan Gherghel, înotător român
- 1980: Esteban Cambiasso, actor argentinian
- 1984: Robert Huth, fotbalist german

## Decese
- 0440: Papa Sixt al III-lea
- 1095: Olaf I al Danemarcei (n. 1050)
- 1227: Ginghis Han, lider mongol

Ginghis Han, lider mongol
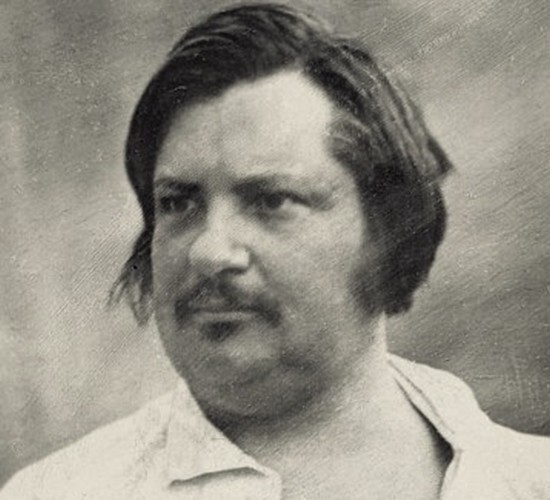
Honoré de Balzac, scriitor francez
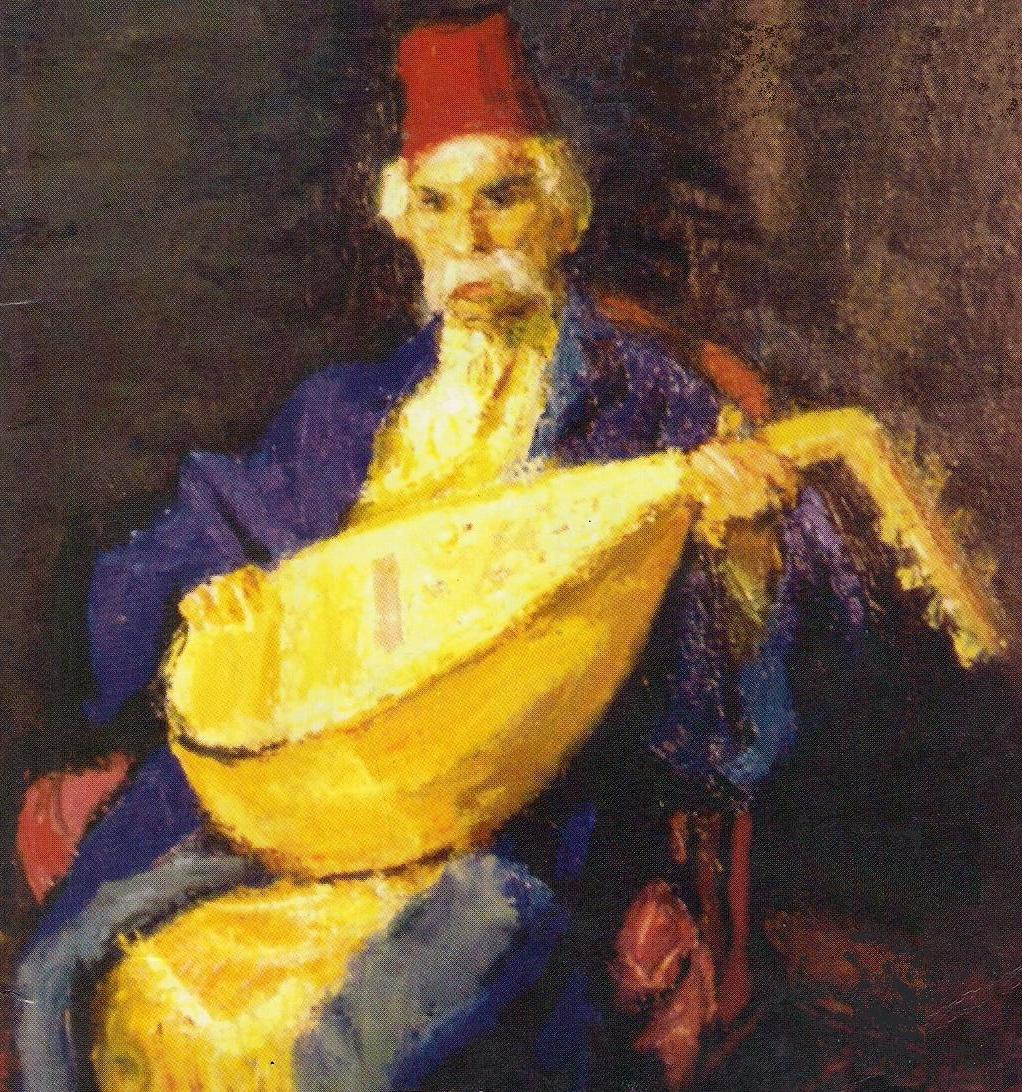
Barbu Lăutarul, cobzar român

- 1503: Papa Alexandru al VI-lea (n. 1431)
- 1559: Papa Paul al IV-lea (n. 1476)
- 1642: Guido Reni, pictor italian (n. 1575)
- 1657: Varlaam, prelat, mitropolit al Moldovei (n. 1585)
- 1765: Francisc I, Împărat al Sfântului Imperiu Roman (n. 1708)
- 1809: Matthew Boulton, om de știință și industriaș englez (n. 1728)
- 1835: Friedrich Strohmeyer, chimist german, a descoperit cadmiul (n. 1776)
- 1841: François-Honoré-Georges Jacob-Desmalter, artist decorativ francez (n. 1770)
- 1850: Honoré de Balzac, scriitor francez (n. 1799)
- 1858: Barbu Lăutarul (Vasile Barbu), cântăreț, cobzar și violonist român (n. 1775)
- 1874: Sir William Fairbairn, inventator scoțian (n. 1789)
- 1890: Albert Dubois-Pillet, pictor francez (n. 1846)
- 1891: Luis Paulsen, șahist german (n. 1833)
- 1917: Ricardo de Madrazo, pictor spaniol (n. 1852)
- 1934: Alfred Boucher, sculptor francez (n. 1850)

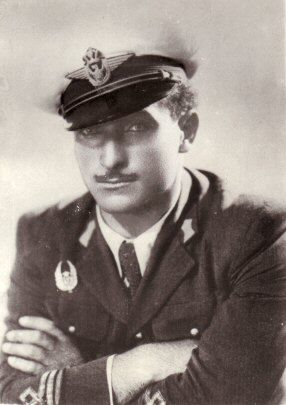
Alexandru Șerbănescu, as al aviației de vânătoare române
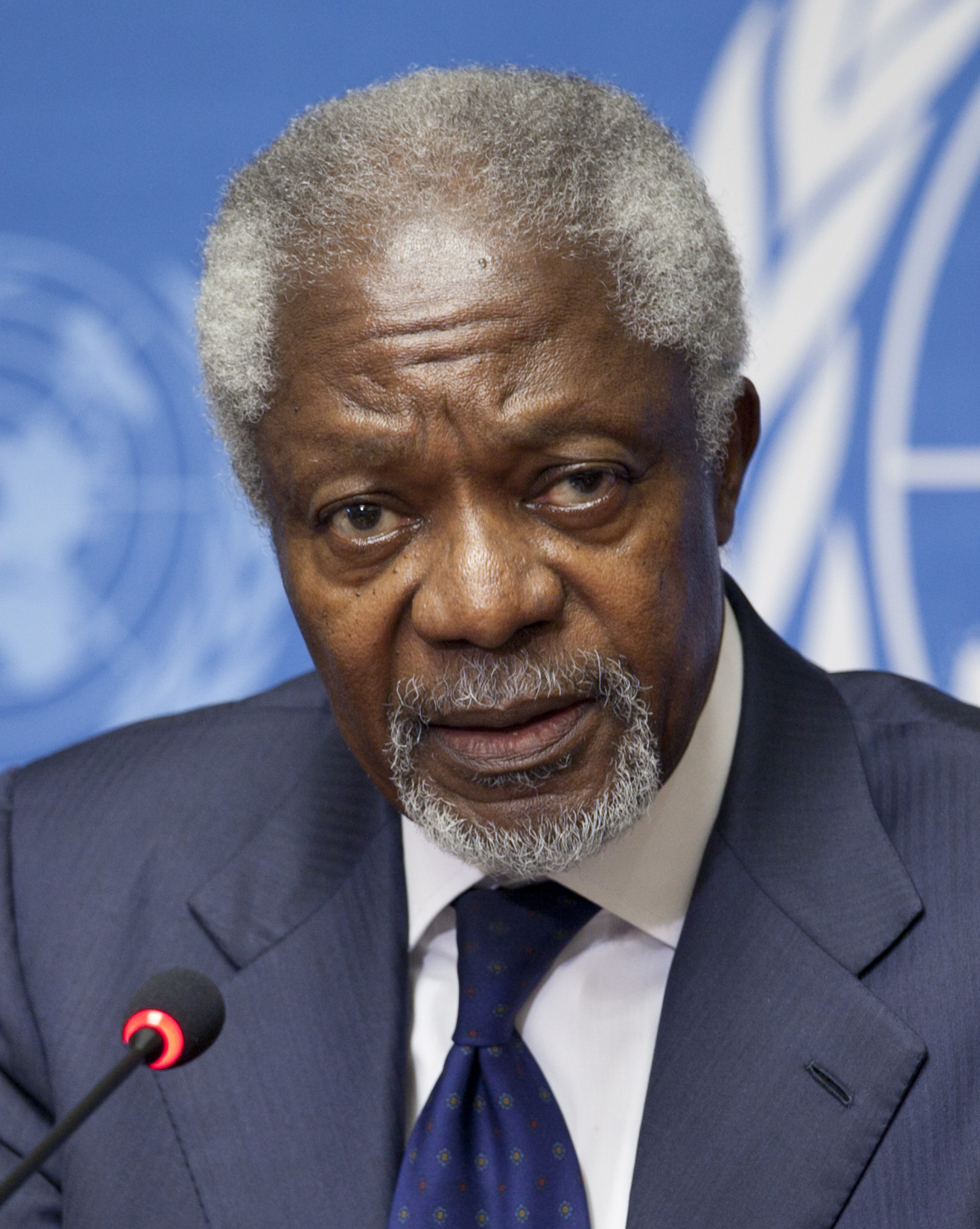
Kofi Annan, politician ghanez, laureat Nobel
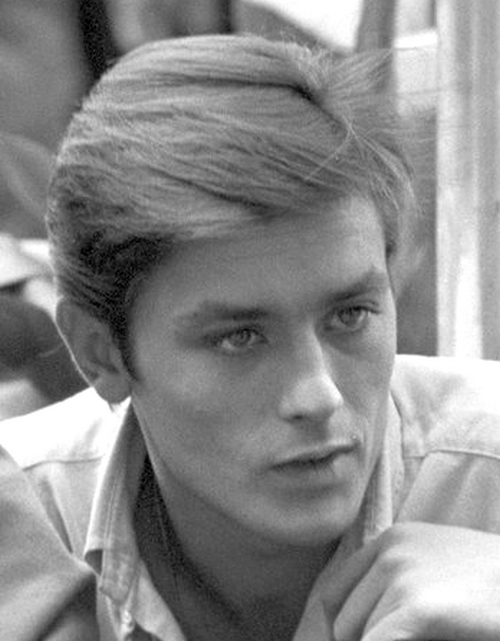
Alain Delon, actor francez

- 1944: Alexandru Șerbănescu, as al aviației de vânătoare române (n. 1912)
- 1994: Linus Pauling, chimist american, laureat al Premiului Nobel (n. 1901)
- 1994: Vasken I, patriarh armean (1955-1994), originar din România (n. 1908)
- 1998: Iosif Sava, muzicolog, realizator de emisiuni radio și de televiziune (n. 1933)
- 2009: Kim Dae-jung, fost președinte al Coreei de Sud (n. 1924)
- 2018: Kofi Annan, politician ghanez, secretar general al ONU, laureat Nobel (n. 1938)
- 2024: Alain Delon, actor francez (n. 1935)

## Sărbători
- Ziua Națională a Științei, în Thailanda
- în calendarul romano-catolic: Elena, Agapitus și Claudia